# روبرتو دی پینیو دی سوزا
روبرتو دی پینیو دی سوزا (به پرتغالی: Robert de Pinho de Souza) بازیکن فوتبال در پست مهاجم اهل برزیل است که در شهر سالوادور و در تاریخ ۲۷ فوریهٔ ۱۹۸۱ به دنیا آمده‌است.

## باشگاهی
روبرتو دی پینیو دی سوزا در تیم‌های فوتبال کوریتیبا، باشگاه فوتبال سروت ۱۸۹۰، کاوازاکی فرونتال، اسپارتاک مسکو، پی‌اس‌وی آیندهوون، رئال بتیس، باشگاه فوتبال الاتحاد عربستان سعودی، پالمیراس، کروزیرو، ججو یونایتد و باشگاه ورزشی فورتالزا سابقهٔ حضور دارد.

## تیم ملی
این بازیکن همچنین در سال، ۲۰۰۱ برای، تیم ملی فوتبال برزیل به میدان رفته‌است